# Konjiki
Albums de Nanase Aikawa
Gossip
(2011)
Singles
Konjiki est le 9e album de Nanase Aikawa, sorti sous le label Avex Trax le 7 février 2013 au Japon. Il atteint la 98e place du classement de l'Oricon et reste classé pendant 2 semaines.

## Liste des titres
| 1.  | Hikari no Mi (ヒカリノミ)                 | 4:26 |
| 2.  | Kaleidoscope (カレイドスコープ)           | 5:22 |
| 3.  | Butterfly                                 | 4:49 |
| 4.  | Otohime (オトヒメ)                        | 4:58 |
| 5.  | Hana no you ni (花のように)               | 4:23 |
| 6.  | Dareka no Tame ni Nara (誰かのためになら) | 4:28 |
| 7.  | A Message                                 | 4:55 |
| 8.  | Kotonoha (ことのは)                       | 4:07 |
| 9.  | Hello                                     |      |
| 10. | Atto Iuma (あっというま)                  |      |